# Leo Franco
Leonardo Noerenroy Franco, dit Leo Franco, est un footballeur argentin né le 20 mai 1977 à San Nicolás de los Arroyos, dans la Province de Buenos Aires en Argentine. Il évoluait au poste de gardien de but. Il est désormais entraîneur.

## Biographie

### En club
Après deux saisons passées au CA Independiente en Argentine, Leo Franco fait ses premiers pas en Liga dans le club du CP Mérida où il reste une saison. Il signe ensuite au RCD Majorque et, après avoir passé la première saison en équipe réserve, s'impose comme titulaire. En 2003, il remporte la Coupe d'Espagne avec Majorque face au Recreativo de Huelva. 
En 2004, il signe à l'Atlético de Madrid. Pour la saison 2008/2009, Leo Franco est mis en concurrence directe avec Grégory Coupet, gardien international de l'équipe de France, en provenance de l'Olympique lyonnais. Leo Franco finira sa saison à l'Atletico Madrid avant rejoindre le club turc de  Galatasaray SK. 
En juillet 2010, de retour de Turquie, il signe au Real Saragosse. Il joue ensuite en Argentine, avec le CA San Lorenzo, avant de terminer sa carrière avec l'équipe espagnole du SD Huesca. 
Il dispute un total de 328 matchs en première division espagnole, et 450 matchs tous championnats confondus. Au sein des compétitions européennes, son bilan est de 14 matchs en Ligue des champions, 23 matchs en Coupe de l'UEFA, et sept en Coupe Intertoto. Il est huitièmes de finaliste de la Ligue des champions en 2009 avec l'Atlético Madrid.
Il devient entraîneur du néo-promu en Liga SD Huesca au début de la saison 2018-2019. Il est remercié le 9 octobre 2018 alors que l'équipe occupe la dernière place.

### En équipe nationale
Avec les moins de 20 ans, il participe à la Coupe du monde des moins de 20 ans 1997 qui se déroule en Malaisie. Lors du mondial junior, il joue six matchs. L'Argentine est sacrée championne du monde des moins de 20 ans en battant l'Uruguay en finale.
Il débute en équipe nationale le 18 août 2004, en match amical contre le Japon. En 2005, il est retenu afin de participer à la Coupe des confédérations. L'Argentine atteint la finale du tournoi, en étant battue par le Brésil. Toutefois, Leo Franco reste sur le banc des remplaçants durant l'intégralité de cette compétition.
Il est ensuite retenu pour participer à la Coupe du monde 2006 organisée en Allemagne. Lors du mondial, il joue le match des quarts de finale perdu aux tirs au but face à l'Allemagne.
Au total, il compte quatre sélections avec l'Argentine.

## Palmarès

### En club
- RCD Majorque
  - Vainqueur de la Coupe d'Espagne en 2003

- Atlético Madrid
  - Vainqueur de la Coupe Intertoto en 2007

### En sélection
- Argentine
  - Finaliste de la Coupe des confédérations en 2005
  - Vainqueur de la Coupe du monde des moins de 20 ans en 1997

## Carrière d'entraîneur
Leo Franco est nommé entraîneur du club espagnol du SD Huesca en juin 2018. En raison de résultats insuffisants, il est limogé de son poste le 9 octobre 2018.